# 동프로이센 대관구
동프로이센 대관구는 1933년 1월 30일 프로이센 자유주의 동프로이센 지역에 수립된 나치 독일의 대관구이다. 1935년 독일 연방의 구성국들이 전부 해체되면서 대관구가 행정구역 역할을 맡게 되었다. 1939년엔 리투아니아에게 내린 최후통첩으로 얻은 클라이페다 지역을 합병하였으며, 폴란드 합병 이후대관구 일부 지역이 단치히-서프로이센 국가대관구로 넘어갔다. 바르바로사 작전으로 소련을 침공한 이후에는 벨라루스의 흐로드나 지역도 이 대관구로 합병되었다.
전후 독일이 항복하여 동프로이센 대관구는 칼리닌그라드 지역은 러시아 소비에트 연방 사회주의 공화국의 영역으로, 다른 지역은 폴란드 인민공화국 지역으로 흡수되었으며 흐로드나 지역은 벨로루시 소비에트 사회주의 공화국으로 반환되었고, 클라이페다 지역은 리투아니아 소비에트 사회주의 공화국으로 넘어갔다.

## 역사
원래 나치의 대관구(Gau) 조직은 1926년 5월 22일 나치당 회의에서 지역당 조직 구조 개선을 목적으로 창립한 구역이었다. 이후 1933년 나치가 독일의 권력을 장악하면서 독일의 주 단위 행정구역이 당의 대관구 행정구역으로 대체되었다.
각 대관구를 지휘하는 대관구지휘자는 점점 더 권력이 세지면서 제2차 세계 대전 이후에는 외부에서 거의 간섭을 받지 않았다. 지역 대관구지휘자는 정당 행정 뿐 아니라 정부 직책에도 관여하여 선전 감시 등 다양한 작전을 수행했으며, 1944년 9월 이후에는 국민돌격대 소집과 각 대관구 방어작전 역할도 맡았다.
이 대관구의 대관구지휘자는 생성부터 해체 내내 에리히 코흐가 맡았다.

## 같이 보기
- 오스트프로이센 가우리가 - 1939년부터 1945년까지 동프로이센 지역의 대관구 최고 축구 리그.